# 東広島市立上黒瀬小学校
東広島市立上黒瀬小学校（ひがしひろしましりつ かみぐろせしょうがっこう）は、広島県東広島市黒瀬町宗近柳国にある市立小学校。

## 概要
東広島市の南西部にある。校区は南北に細長く、周囲には緑豊かな田園風景が広がっている。

## 沿革
- 1874年3月 - 学制に基づいて、宗近村に宗近小学校、南方村に南方小学校ができる。
- 1886年4月 - 二つの小学校を合併し、賀茂小学区公立片山小学教場を設ける。
- 1887年4月 - 柳国簡易小学校と改称。
- 1891年4月 - 上黒瀬小学校と改称。
- 1903年4月 - 上黒瀬尋常高等小学校と改称。
- 1941年4月 - 上黒瀬国民学校と改称。
- 1947年4月 - 上黒瀬村立上黒瀬小学校と改称。
- 1948年9月 - 校歌制定。
- 1954年4月 - 村合併・町制施行により黒瀬町立上黒瀬小学校と改称。
- 1981年4月 - 現在地に移転。
- 1985年2月 - 屋内運動場竣工。
- 1988年7月 - プール竣工。
- 2005年2月 - 町合併により東広島市立上黒瀬小学校と改称。

## 学校行事
- 4月 - 入学式、遠足
- 5月 - 運動会、修学旅行
- 11月 - 学習発表会
- 3月 - 卒業式

## 通学区域
通学区域は以下の通りである。
- 東広島市
  - 黒瀬町宗近柳国の一部
  - 黒瀬町南方の一部
  - 黒瀬町乃美尾の一部

## 進学先中学校
- 東広島市立黒瀬中学校

## 周辺
- 上黒瀬保育所